# Natuurbrand Park De Hoge Veluwe 2014

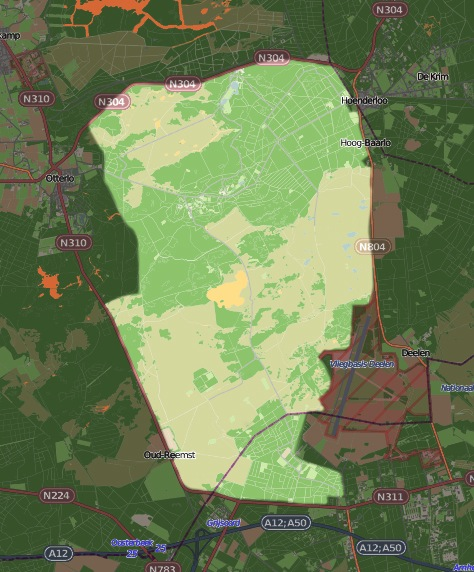
De Hoge Veluwe, de brand woedde in het centrale gedeelte ten noorden van vliegveld Deelen

In de vroege ochtend van eerste Paasdag 20 april 2014 brak brand uit in het Deelense Veld op Nationaal Park De Hoge Veluwe bij Otterlo. De brand woedde in een 527 hectare groot gebied waarvan ongeveer 320 hectare bos- en vooral heidegebied werd verbrand. De brandweer had drie dagen nodig om de brand volledig te blussen. De regionale brandweer kreeg bijstand vanuit het hele land waaronder twee blushelikopters en een bergingstank van Defensie. De brand was de grootste op de Veluwe sinds 1976.

## Ontstaan van de brand
De brand ontstond op eerste paasdag vroeg in de ochtend. Op de plaats van ontstaan is onderzoek gedaan door de recherche en team brandonderzoek van de brandweer. Binnen enkele uren werd bekend dat er geen aanwijzingen van brandstichting gevonden zijn. Hoe de brand daadwerkelijk ontstaan is blijft onduidelijk.
Door een noordoostelijke wind van vier beaufort kon het vuur zich voortplanten met een snelheid van zo'n 800 meter per uur. Dit in combinatie met de tamelijk droge vegetatie maakte dat de brand voor de brandweer lastig te bedwingen was. Doordat de eerste melding pas na ruim een uur binnenkwam had het vuur zich al ruim 800 meter kunnen verplaatsen voordat de eerste bluswagen gearriveerd was.

## Alarmering en mobilisering
De brand brak rond half acht uit, echter kwam de eerste melding op de meldkamer in Apeldoorn pas binnen rond kwart voor negen. Hierna is direct de blusgroep van brandweer Hoenderloo gealarmeerd, en daarop volgende direct de beroepsploeg van brandweer Arnhem-Noord. Bij aankomst van de tankautospuit van Hoenderloo is er direct opgeschaald naar een eerste brandweercompagnie bestaande uit de blusgroepen Otterlo, Harskamp, Beekbergen, Ugchelen, Loenen en Apeldoorn-Centrum. Rond half 10 werd een derde brandweerpeloton bestaande uit de blusgroepen Hoog Soeren, Twello, Eerbeek en Klarenbeek gealarmeerd. Kort daarop volgend is opgeschaald naar GRIP 1. In de uren daaropvolgend zijn door de regio's Gelderland-Midden en Noord- En -Oost Gelderland nog vijf brandweerpelotons gemobiliseerd.

## Opschaling
Rond een uur in de middag schaalde de Veiligheidsregio Gelderland Midden (VGGM) op naar GRIP 2. Daarbij is ook een bijstandsverzoek gedaan aan de regio's Twente en Utrechts Land Rond kwart voor twee hebben beide regio's een brandweerpeloton gestuurd.
Rond twee uur werd er door de VGGM een meetplan organisatie ingezet.
Rond kwart over twee is de NBBE Gealarmeerd. Een grondteam werd gevormd door de veiligheidsregio's Twente en IJsselland.
Rond half drie heeft de Veiligheidsregio Brabant-Noord een brandweercompagnie gestuurd.
Rond vier uur heeft de Veiligheidsregio Brabant Zuid-Oost een brandweercompagnie gestuurd.
Rond kwart voor vijf heeft de Veiligheidsregio Midden- en West-Brabant een brandweercompagnie gestuurd.
Rond vijf uur heeft de veiligheidsregio Limburg-Noord een brandweerpeloton gestuurd.
Defensie heeft zes terreinvaardige tankautospuiten van Legerplaats Harskamp en van het Artillerie Schietkamp ingezet. Defensie heeft eveneens twee helikopters ingezet voor brandbestrijding. Een Chinook met achtduizend liter en een Cougar met 2.500 liter. Deze inzet begon rond 5 uur in de middag, bijna zes uur na alarmering.

## Moeilijkheden in het terrein

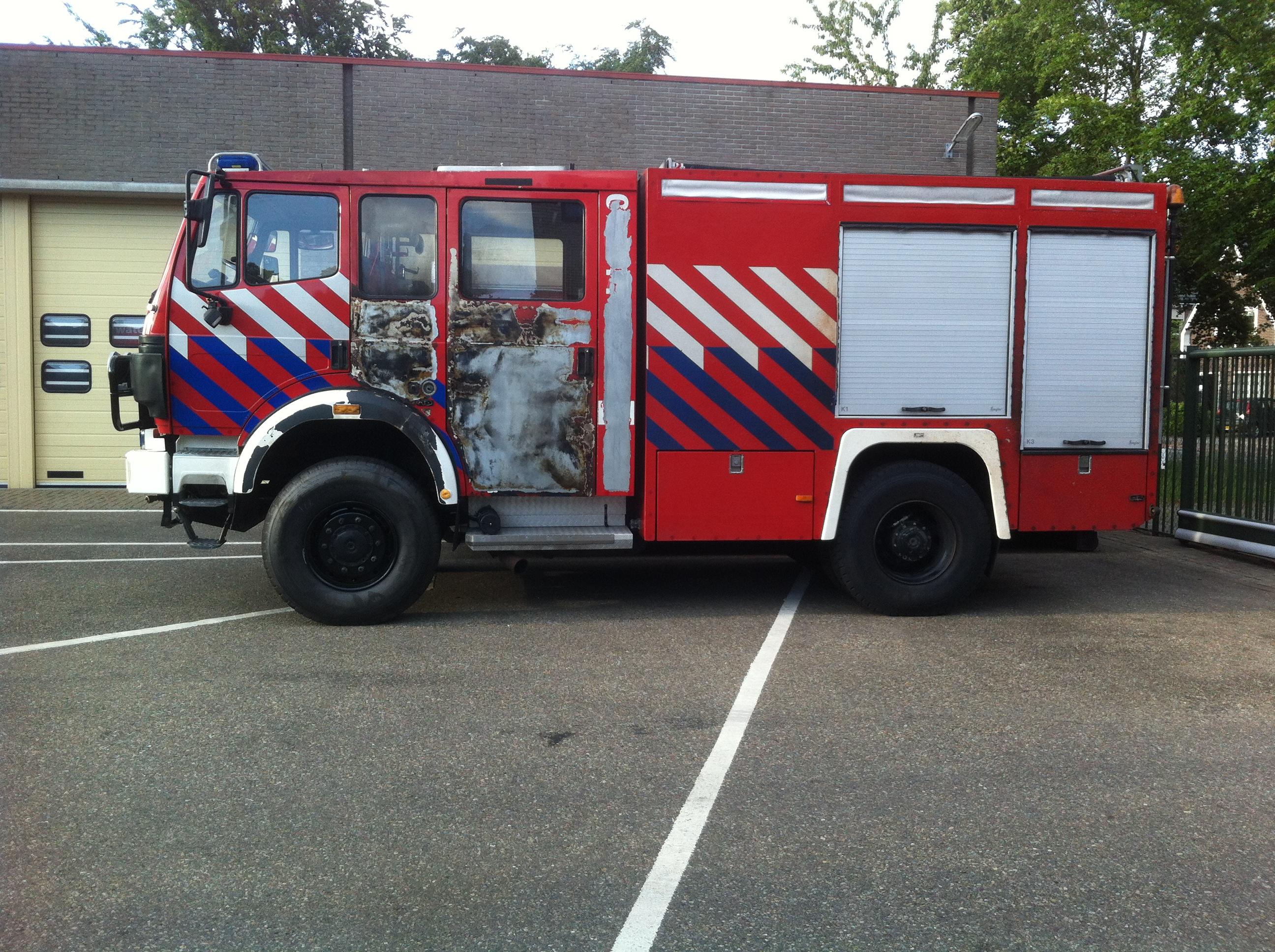
De wagen van het korps Ede (post Lunteren) met brandschade

Het Deelense Veld is een afgesloten natuurgebied. Het gebied is een heidegebied dat grotendeels is overwoekerd met buntgras en pijpenstrootje met daarin diverse vennen waaronder het Deelense Was en de Gietense Flessen. Het terrein kenmerkt zich als goed berijdbaar op de grootste stukken met hier en daar moerasachtig gebied. In dit terrein zijn diverse brandweervoertuigen vastgereden. Tractors en graafmachines werden gebruikt om vastgereden brandweervoertuigen los te trekken. In de avond werd deze taak overgenomen door een bergingstank van de 43 Gemechaniseerde Brigade van Defensie.
Onbekendheid met het terrein en de vaak draaiende wind zorgden voor gevaarlijke situaties. Diverse malen konden brandweervoertuigen ternauwernood van de vlammen gered worden. Enkele keren ging het echt mis. Tankautospuiten van de korpsen Twello en Ede liepen brandschade op, het blusvoertuig uit Otterlo raakte zwaar beschadigd en het voertuig van Hoenderloo raakte, door het omslaan van de wind, omringd door de vlammen en moest gered worden door andere korpsen.
Het voertuig van Ede (post Lunteren) moest worden achtergelaten nadat het stil was komen te staan met een weigerende versnellingsbak. De wagen was weliswaar beschadigd, maar technisch gezien nog bruikbaar en kon later op de dag nog langdurig gebruikt worden voor blussingswerkzaamheden.

## Maatregelen Nationaal Park De Hoge Veluwe
Het natuurpark beleeft traditioneel op eerste paasdag een van zijn drukste dagen. Normaliter bezoeken ongeveer 5000 mensen het park op die dag. De directie besloot om kwart over elf het gehele park van 5000 hectare te ontruimen. Eerder ging de ingang bij Hoenderloo al dicht. Vanaf kwart over elf werden alle bezoekers verzocht naar de uitgangen van het park te gaan.
Rond half twee werd het personeel van het bekende Kröller-Müller Museum op het nationaal park uit voorzorg naar huis gestuurd. De bewaking bleef echter aanwezig. Enige tijd later bracht de bewaking met hulp van brandweervrijwilligers van Otterlo alle schilderijen voor de zekerheid over naar een brandveilige kelder. Dit gebeurde voor het eerst sinds het bestaan van het museum. Uiteindelijk heeft het museum geen gevaar gelopen.

## Afwikkeling van de brand
De brandweer kreeg in het begin van de avond grip op de brand. Rond acht uur werd het sein brand meester gegeven. Vanaf dat moment kon worden gestart met het nablussen. In tegenstelling tot branden op de Strabrechtse Heide en in de duinen van Schoorl was er weinig sprake van oplaaiend vuur. Medeoorzaak was de sterke wind die het vuur letterlijk over het veld heen blies. Grondvuur was daardoor weinig aan de orde. Tweede Paasdag werd een brandweercompagnie ingezet voor nablussing. De twee dagen erna werd met minder manschappen controle uitgevoerd en waar nodig nageblust. Een aantal keer zijn blusgroepen met spoed uitgerukt omdat de brand dreigde op te laaien. Dit is echter geen enkel moment onbeheersbaar geworden. De brandweerinzet werd na drie dagen volledig beëindigd. Later bleek dat de brand gewoed had in een gebied van 527 hectare. Daarbij is ruim 320 hectare natuur verwoest. De 207 resterende hectare zijn behouden gebleven doordat de brandweer het vuur stopte of omdat het gebied te drassig was om te kunnen branden.
Bij een inspectieronde na de brand werd door een boswachter een motor van een V1-raket uit de Tweede Wereldoorlog gevonden.